# Gottfried Weber
Gottfried Weber (Freinsheim, Palatinat, 1 de març, 1779 - Bad Kreuznach, Renània-Palatinat, 12 de setembre, 1839) fou un teòric musical alemany.
Cursà estudis de dret a Heidelberg i Göttingen; el 1804 fou procurador fiscal a Mannheim; després mestre de capella i professor d'una escola de música; el 1814 jutge del Tribunal Suprem i advocat general del Tribunal de Cassació, i el 1832 procurador general de l'Estat. Figurà entre els més íntims amics de Weber.
Malgrat que va ésser un músic pràctic que tocava molt bé el piano, el violí i la flauta i componia misses i altres obres eclesiàstiques, tanmateix, en el que més es va distingir fou en la teoria musical, havent sigut un dels més importants promotors de la doctrina de l'harmonia.
Fins a la seva mort dirigí la revista musical Cäcilia fundada per ell el 1824. Entre els seus alumnes a Darmstadt va tenir el francès M. Maleden.

## Escrits principals
- Versuch einer geordneten Theorie der Tousetzkunts (Magúncia, 1817; 3a edició, 1830-32)
- Ailgemeine Musiklehre (3a edició, Magúncia, 1831)
- Generalbasslehre zum Selbstunterricht (Magúncia, 1833)